# یخچال سنگی

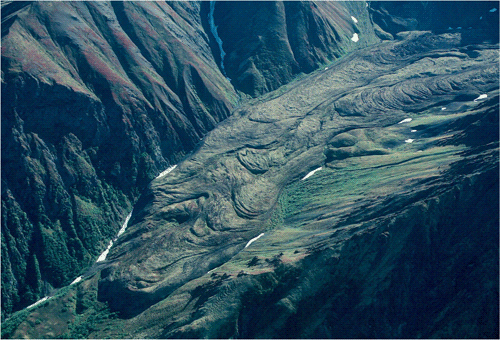
یک یخچال سنگی با چندین لوب جریان در کوه چوگاچ، آلاسکا.

یخچال سنگی یا یخچال صخره‌ای (انگلیسی: Rock glacier) زمین‌چهر‌های ژئومورفولوژیک مشخصی هستند که از واریزه‌های سنگی در مناطق دارای یخ بینابینی که قبلاً یخچال طبیعی واقعی بوده‌اند، تشکیل شده‌اند. روی این یخچال‌ها یا در میان آن‌ها با یا لایه‌ای از واریزه پوشیده شده‌است. یخچال‌های سنگی معمولاً در عرض‌های جغرافیایی بالا یا ارتفاعات بلند دیده می‌شوند و ممکن است به سمت بیرون و پایین شیب از دامنه واریزه‌ای، یخچال طبیعی و یخرفت‌های پایانی تشکیل شده باشند.
دو نوع یخچال سنگی وجود دارد: یخچال‌های سنگی پیرایخچالی (یا یخچال‌های طبیعی واریزه‌ای) و یخچال‌های سنگی یخساری مانند یخچال تیمپانوگوس در یوتا که اغلب در جایی یافت می‌شوند که زمانی یخچال‌های طبیعی وجود داشته‌اند. چند نمونه احتمالی یخچال سنگی در مریخ نیز توسط مدارگرد شناسایی مریخ شناسایی شده‌است. یک یخچال سنگی، به ویژه اگر منشأ آن نامشخص باشد، را می‌توان به عنوان یک نقطه مجزای تجمع واریزه‌ها در نظر گرفت.